# Limpiador de lengua
Un limpiador de lengua (también llamado raspador de lengua, raspador lingual o cepillo de lengua) es un dispositivo de higiene bucodental diseñado para limpiar el recubrimiento que aparece en la superficie superior de la lengua. Existen algunos estudios que sugieren un cierto beneficio de su uso para tratar el mal aliento, aunque por el momento son meramente preliminares. Una publicación en la organización Cochrane, de 2006, encontró evidencia tentativa de niveles disminuidos de moléculas de mal olor.
La gran superficie y la papila lingual son características anatómicas de la lengua que promueven el recubrimiento de la lengua al retener microorganismos y restos orales como alimentos, saliva y células epiteliales muertas. La limpieza de la lengua se realiza con menos frecuencia que el cepillado dental, el uso de hilo dental y el enjuague bucal.

## Efectos en la salud

### Mal aliento
Si bien se han descrito beneficios del uso de los limpiadores de lengua contra el mal aliento, los resultados no son concluyentes. Una publicación en la organización Cochrane de 2006 encontró niveles disminuidos de moléculas causantes del mal olor en la boca.
Algunos estudios han demostrado que las bacterias presentes en la lengua son las que a menudo producen los compuestos que causan el mal olor, así como los ácidos grasos que pueden representar del 80% al 85% de todos los casos de mal aliento. Los casos restantes se producen en el estómago, las amígdalas, los alimentos en descomposición atrapados entre los dientes, en encías enfermas, la caries dental o la placa acumulada en los dientes. Además, la degradación de los desechos orales por microorganismos produce compuestos organosulfurados (compuestos volátiles de azufre) en la parte posterior de la lengua.

### Estética
La lengua suele tener un aspecto rosado, pudiendo aparecer una capa blancuzca debido a la dieta, disminución del flujo salival, reducción de la higiene oral o de la anatomía de la lengua. La limpieza de la lengua puede reducir este recubrimiento y hacerlo más limpio, ayudando a devolver su color rosa natural.

### Caries dental y enfermedades periodontales
La superficie de la lengua puede ser un lugar en el que se establecen los patógenos de los dientes y los patógenos periodontales, pudiendo contribuir a la recolonización de las superficies de los dientes. Las personas con enfermedades periodontales tienen más probabilidades de tener un recubrimiento de lengua grueso y una flora microbiana que produce más compuestos de azufre volátiles en comparación con aquellos que tienen tejidos periodontales sanos. La limpieza de la lengua podría ayudar a reducir la halitosis, la caries dental y las enfermedades periodontales.

## Tipos
La superficie superior de la lengua se puede limpiar con un limpiador de lengua, un cepillo de lengua, un cepillo de dientes o un limpiador eléctrico. Sin embargo, los cepillos de dientes se consideran poco efectivos para este propósito, ya que poseen un ancho demasiado pequeño y están diseñados para el cepillado de dientes, cuya estructura es sólida a diferencia del tejido esponjoso de la lengua. Esto puede reducir su capacidad para eliminar residuos, toxinas y microorganismos. Algunos diseños de cepillos de dientes tienen protuberancias en la parte posterior para actuar como un limpiador de lengua.
Los limpiadores ergonómicos de la lengua están diseñados de acuerdo con la anatomía de la lengua, de forma que pueden atrapar y eliminar la capa que recubre su superficie de forma óptima. Existen muchos tipos diferentes de limpiadores de lengua, pudiendo ser pequeñas tiras de plástico o metal, cerdas de plástico y / o pequeñas cerdas de cepillo que forman "rastrillos" o dispositivos circulares con asas. Su efectividad varía según la forma, las dimensiones, la configuración, la calidad de las superficies de contacto y los materiales utilizados. Los limpiadores de lengua son en su mayoría económicos, pequeños, fáciles de limpiar y duraderos.